# تامجيرشت (آيت وغرضة)
تامجيرشت هو دُوَّار يقع بجماعة سيروا، إقليم ورززات، جهة درعة تافيلالت في المملكة المغربية. ينتمي الدوّار لمشيخة آيت وغرضة التي تضم 12 دوار. يقدر عدد سكانه بـ 371 نسمة حسب الإحصاء الرسمي للسكان والسكنى لسنة 2004.

## روابط خارجية
- البوابة الوطنية للجماعات الترابية نسخة محفوظة 12 مارس 2018 على موقع واي باك مشين.
- المندوبية السامية للتخطيط